# 2002年6月中国大陆

## 6月16日
- 北京市海淀区蓝极速网吧发生纵火案，导致25人死亡。

## 6月20日
- 黑龙江鸡西矿业集团城子河煤矿发生特大瓦斯爆炸事故，造成124人死亡、24人受伤[1]。

## 6月29日
- 1时19分31秒，中华人民共和国吉林省延边朝鲜族自治州汪清县爆发一场深源地震。震中位于北纬43.50度、东经130.60度，地震规模为Ms 7.2级、MW 7.3级、Me 7.1级，震源深度约540千米，最大烈度为5（Ⅴ）度[2]。受本次地震影响，东北地区和华北部分地区的较大范围有感，但未造成人员伤亡和财产损失[3][4]。